# S3RL
Jole Hughes, más conocido por su nombre artístico S3RL (pronunciado Serl), es un DJ, músico y productor discográfico de UK hardcore oriundo de Brisbane, Queensland (Australia).
La prensa especializada considera a S3RL como uno de los artistas más destacados de la escena happy hardcore.

## Carrera
Una de sus canciones más populares es «Pretty Rave Girl» (2008), que usa la melodía de «Daddy DJ» del dúo francés de mismo nombre. También es conocido por su presencia en varios recopilatorios de UK Hardcore incluyendo la serie Bonkers. Sus otros trabajos incluyen «Little Kandi Raver», «Pika Girl», «Keep on Raving Baby», «Bass Slut», «Feel The Melody», «Stay», «Frienzoned», «Well, that's awkward» o «All that i need». Para producir su música, Hughes utiliza el software Propellerhead Reason.
A mediados de 2015, su sencillo «Genre Police» (con la colaboración de Lexi), que había sido lanzado en Australia en noviembre anterior, alcanzó el puesto número 10 en la lista de singles de Noruega.